# Lake Placid
Lake Placid – wieś w stanie Nowy Jork, w północno-wschodniej części Stanów Zjednoczonych. Leży w hrabstwie Essex wśród gór pasma Adirondack należącego do tzw. Tarczy Kanadyjskiej, a nie, jak często jest uważane,  sąsiadujących z nim Appalachów.  Lake Placid położone jest nad jeziorem o tej samej nazwie. W pobliżu znajduje się jeszcze jedno jezioro – Mirror Lake. W 2000 roku miejscowość liczyła 2638 mieszkańców. Ośrodek sportów zimowych. Dwukrotnie odbyły się tu zimowe igrzyska olimpijskie, po raz pierwszy w 1932 r. i ponownie w 1980 r. Miejscowość ta organizowała także XII oficjalne Mistrzostwa Świata w Narciarstwie Klasycznym, będące pierwszymi mistrzostwami świata w narciarstwie klasycznym po II wojnie światowej. W 1972 r. odbyła się tu Zimowa Uniwersjada, kolejna – w 2023 roku. W 1986 odbyły się tu Mistrzostwa Świata juniorów w narciarstwie klasycznym. W 1991 r. odbyły się tu także 3. Mistrzostwa świata w narciarstwie dowolnym. W sezonach 1982/83–1990/91 oraz 2022/2023 organizowano w tej miejscowości Puchar Świata w skokach narciarskich. Odbywają się tu zawody Pucharu Świata w narciarstwie dowolnym.
Na torze lodowym rozgrywano tu: dwukrotnie mistrzostwa świata w saneczkarstwie (w 1983 i 2009 roku), dwukrotnie mistrzostwa świata w skeletonie (w 1997 i 2009 r.) oraz aż ośmiokrotnie mistrzostwa świata w bobslejach (w 1949, 1961, 1969, 1973, 1978, 1983, 2003 i 2009 r.).

## Galeria

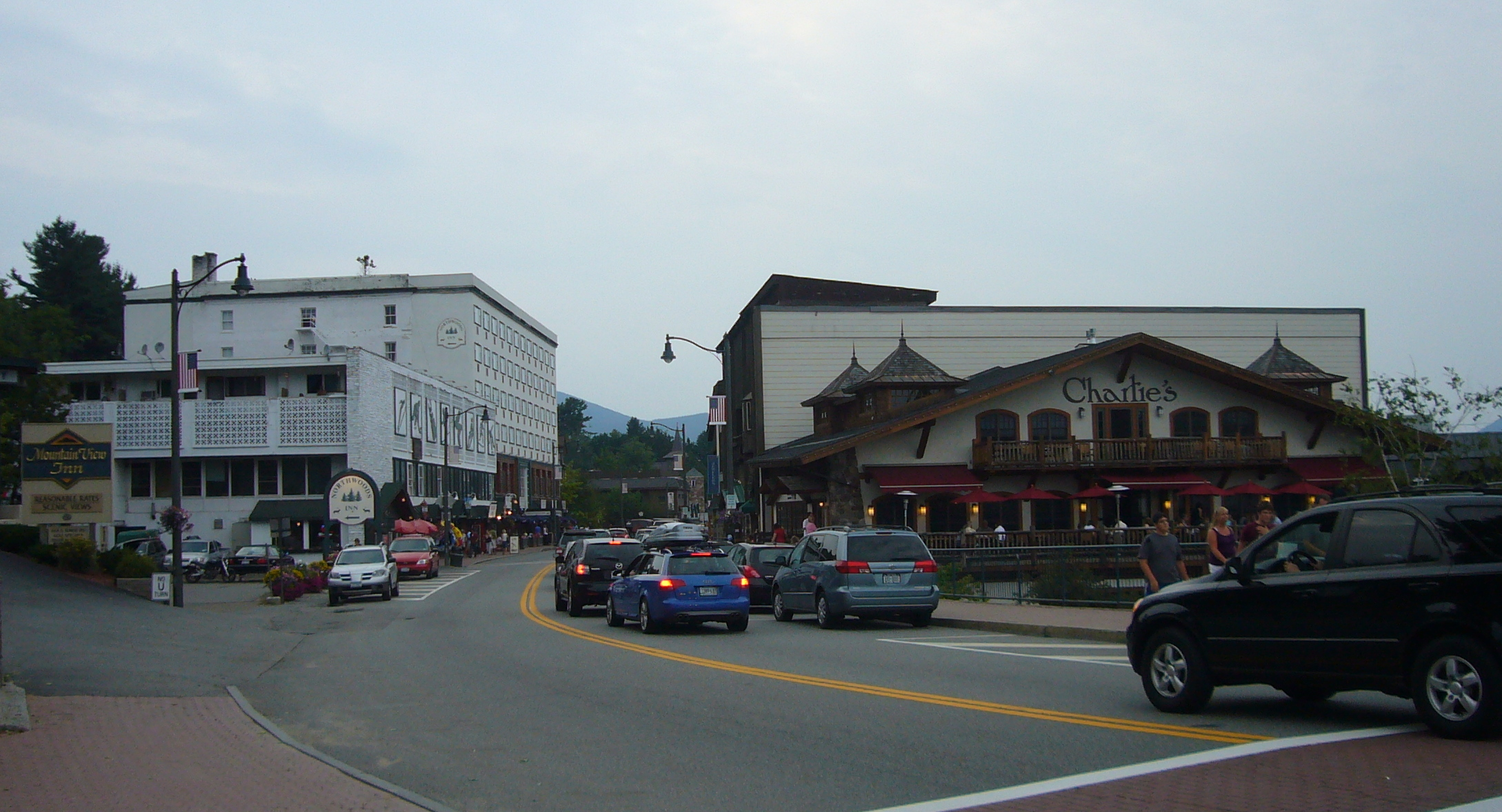
Centrum Lake Placid
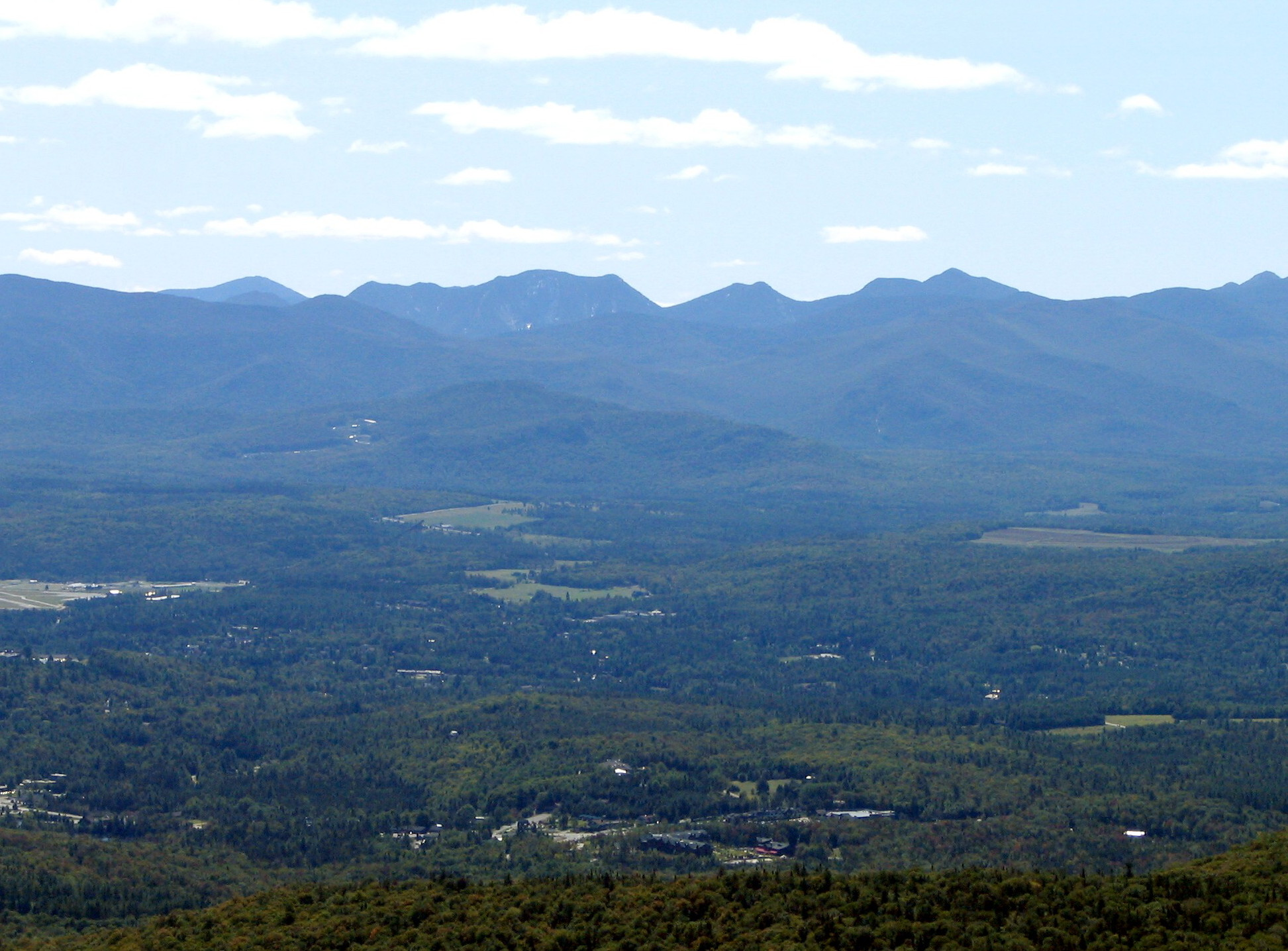
Lake Placid z McKenzie Mountain
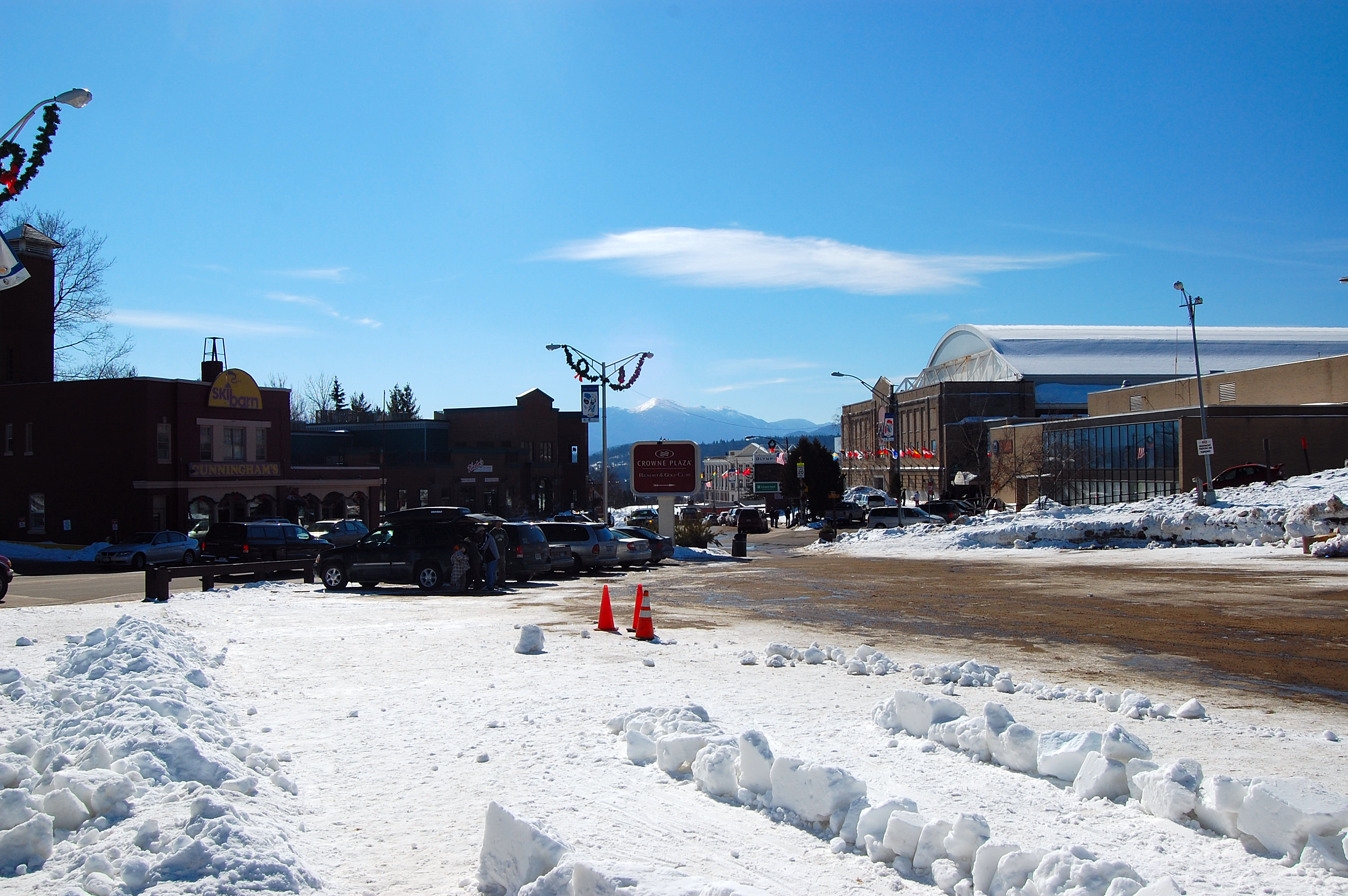
Centrum Olimpijskie
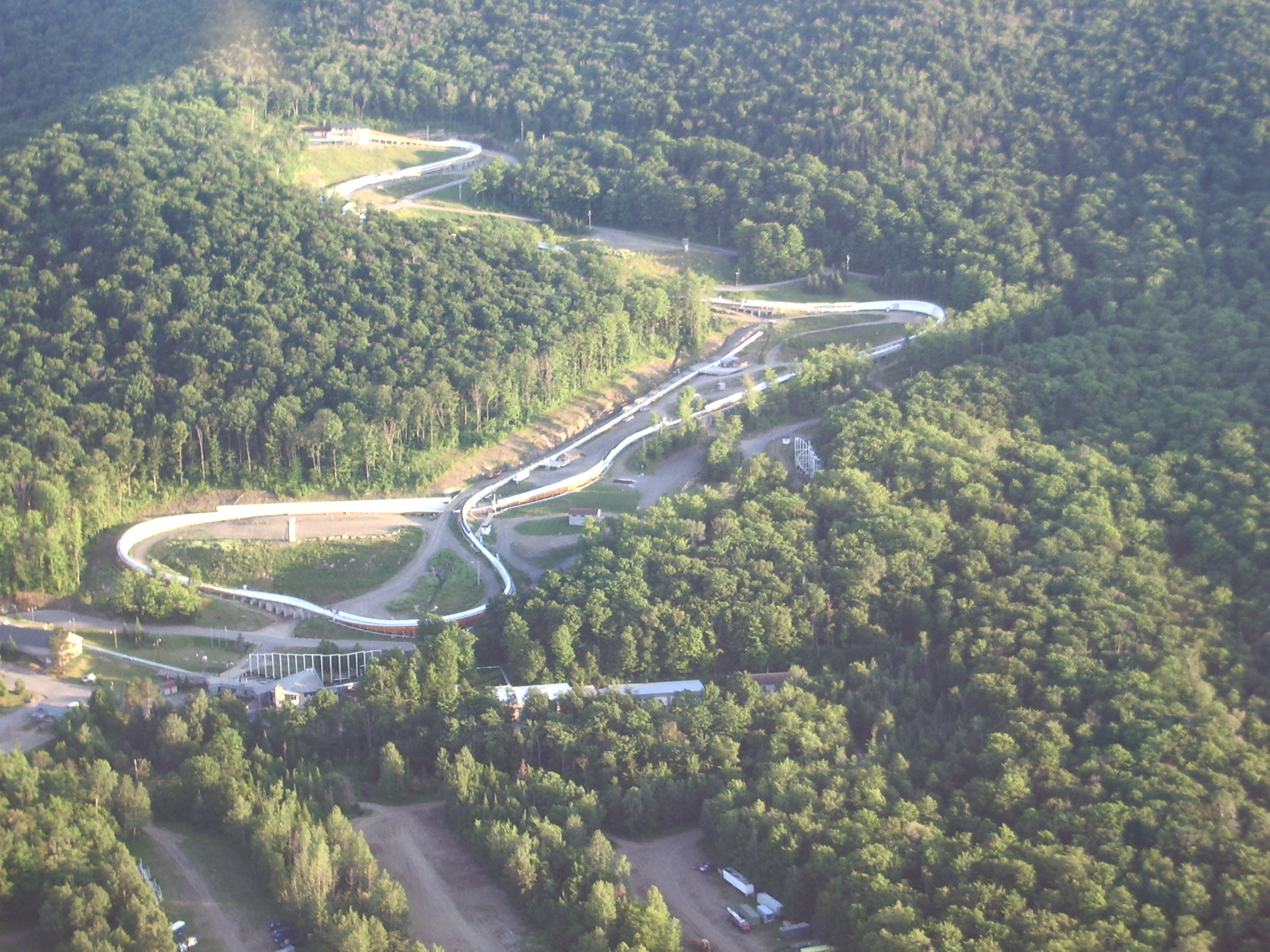
Tor bobslejowo-saneczkarski
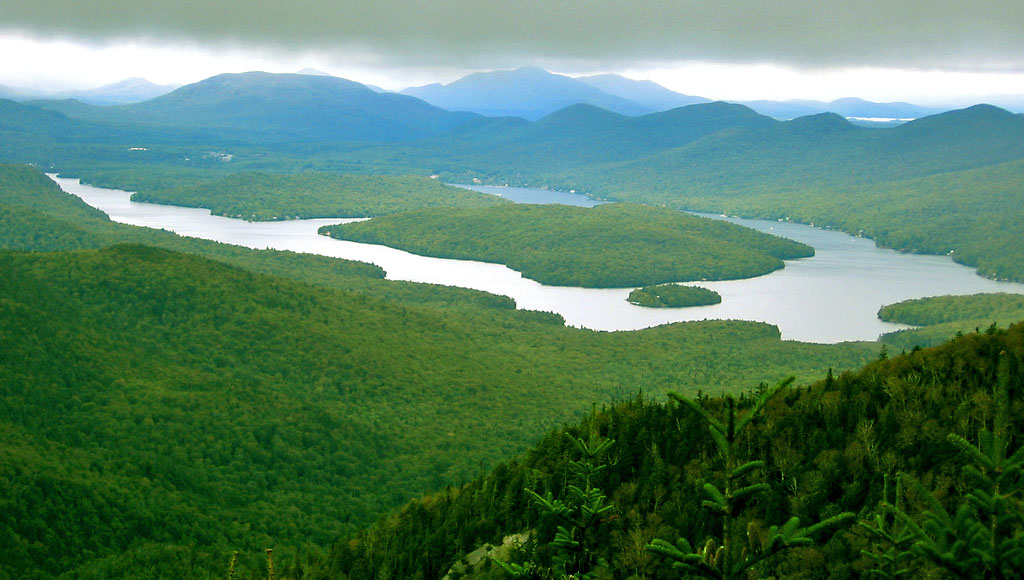
Jezioro Lake Placid
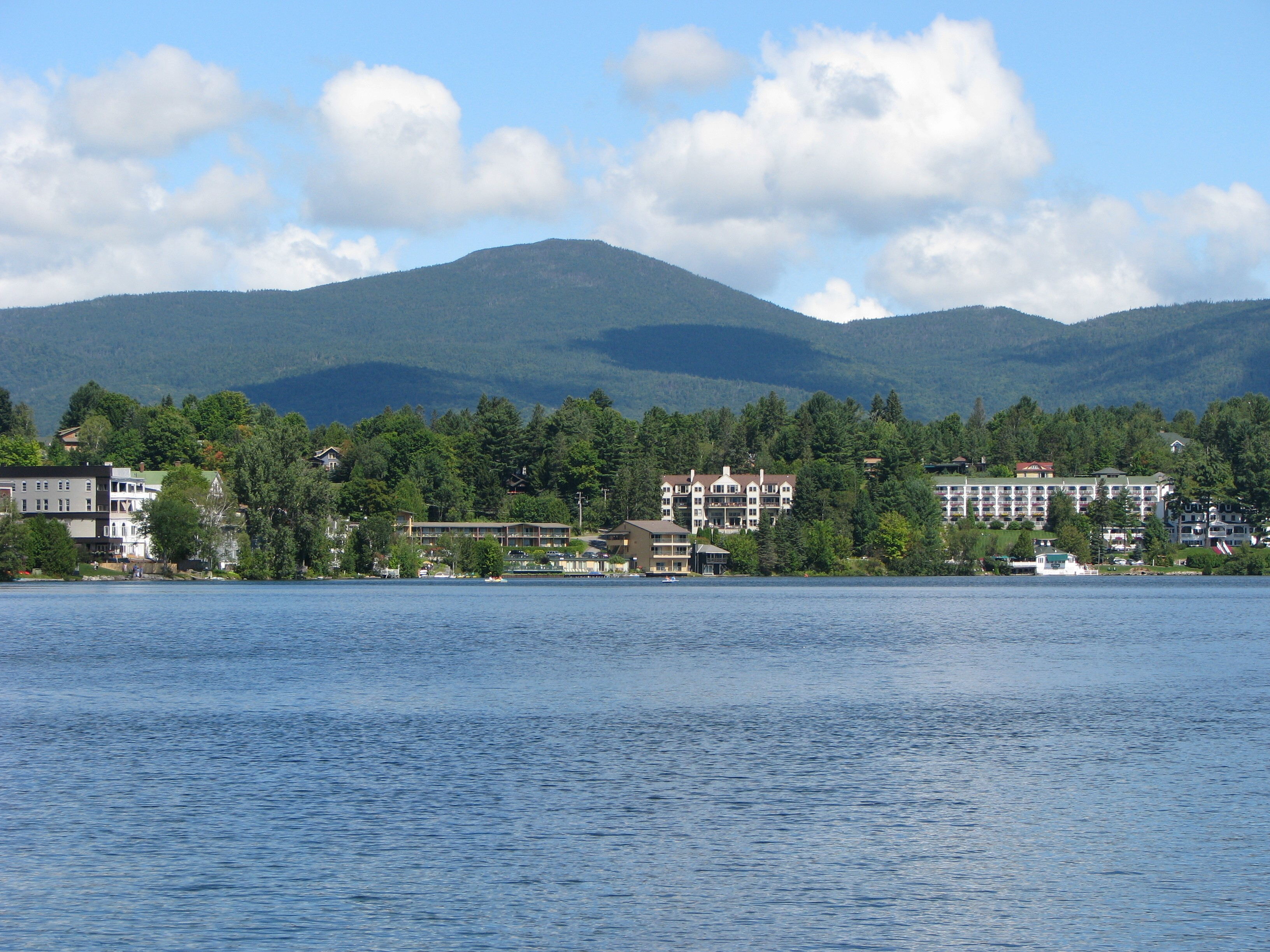
Jezioro Mirror Lake